# Churchill County
Churchill County is een county in de Amerikaanse staat Nevada.
De county heeft een landoppervlakte van 12.766 km² en telt 23.982 inwoners (volkstelling 2000). De hoofdplaats is Fallon.

## Bevolkingsontwikkeling
County's: Churchill · Clark · Douglas · Elko · Esmeralda · Eureka · Humboldt · Lander · Lincoln · Lyon · Mineral · Nye · Pershing · Storey · Washoe · White Pine
Onafhankelijke stad: Carson City